# Ronde van Lombardije 1995
De Ronde van Lombardije 1995 was de 89e editie van deze eendaagse Italiaanse wielerwedstrijd die werd verreden op zaterdag 21 oktober 1995. Het parcours leidde van Varese naar Bergamo en ging over een afstand van 252 kilometer. 
De Italiaan Gianni Faresin ontsnapte twee kilometer voor de aankomst bij zijn Italiaanse medevluchters Daniele Nardello en Michele Bartoli. Het was de eerste grote overwinning in zijn loopbaan voor de dertigjarige Faresin. Hij bezorgde Italië na acht jaar weer een zege in deze herstklassieker. 
Deze wedstrijd was de elfde en laatste manche van de wereldbeker. Al voor de start was de Belg Johan Museeuw, die in deze koers voortijdig afstapte, al zeker van de eindzege. Er bereikten geen Belgen de eindstreep binnen de tijdslimiet.

## Uitslag
| Ronde van Lombardije 1995 |                      |                 |          |
| Plaats                    | Naam                 | Ploeg           | Tijd     |
| Winnaar                   | Gianni Faresin       | Lampre          | 5u49'02" |
| 2                         | Daniele Nardello     | Mapei-GB        | + 0'19"  |
| 3                         | Michele Bartoli      | Mercatone Uno   | z.t.     |
| 4                         | Rolf Sörensen        | MG Maglificio   | + 0'56"  |
| 5                         | Stefano Zanini       | Gewiss-Ballan   | + 1'02"  |
| 6                         | Claudio Chiappucci   | Carrera         | z.t.     |
| 7                         | Francesco Casagrande | Mercatone Uno   | z.t.     |
| 8                         | Pascal Richard       | MG Maglificio   | z.t.     |
| 9                         | Roberto Pistore      | Polti           | z.t.     |
| 10                        | Felice Puttini       | Ceramiche Refin | z.t.     |
|                           |                      |                 |          |
| 26                        | Bart Voskamp         | TVM-Farm Frites | + 5'00"  |

1905 · 1906 · 1907 · 1908 · 1909 · 1910 · 1911 · 1912 · 1913 · 1914 · 1915 · 1916 · 1917 · 1918 · 1919 · 1920 · 1921 · 1922 · 1923 · 1924 · 1925 · 1926 · 1927 · 1928 · 1929 · 1930 · 1931 · 1932 · 1933 · 1934 · 1935 · 1936 · 1937 · 1938 · 1939 · 1940 · 1941 · 1942 · 1943 · 1944 · 1945 · 1946 · 1947 · 1948 · 1949 · 1950 · 1951 · 1952 · 1953 · 1954 · 1955 · 1956 · 1957 · 1958 · 1959 · 1960 · 1961 · 1962 · 1963 · 1964 · 1965 · 1966 · 1967 · 1968 · 1969 · 1970 · 1971 · 1972 · 1973 · 1974 · 1975 · 1976 · 1977 · 1978 · 1979 · 1980 · 1981 · 1982 · 1983 · 1984 · 1985 · 1986 · 1987 · 1988 · 1989 · 1990 · 1991 · 1992 · 1993 · 1994 · 1995 · 1996 · 1997 · 1998 · 1999 · 2000 · 2001 · 2002 · 2003 · 2004 · 2005 · 2006 · 2007 · 2008 · 2009 · 2010 · 2011 · 2012 · 2013 · 2014 · 2015 · 2016 · 2017 · 2018 · 2019 · 2020 · 2021 · 2022 · 2023 · 2024 · 2025